# Fríské království
Fríské království (západofrísky Fryske Keninkryk) byl raně středověký státní útvar pohanských Frisů rozkládající se na části území dnešního Nizozemska. Ve středověké literatuře byl tento stát zván jako Magna Frisia neboli tzv. Velké Frísko.

## Dějiny
Na počátku 5. století ovládali území dnešního Nizozemska tři germánské kmeny. Na jihu se jednalo o Franky, na východě o Sasy a pobřeží obývali Frísové. V 7. století vytvořili Frísové na vlastním území království, v jehož čele se celkem vystřídali dva králové (třetí vládce Poppo přijal franskou svrchovanost a titul vévody), než byli Frísové v 8. století po sérii bitev s Franky poraženi v bitvě u Boarn majordomem Karlem Martelem a celé fríské území připojeno k Franské říši. Pouze bitva u Kolína nad Rýnem roku 716 byla pro Frísy vítězná a byla to také jediná bitva, ve které byl Karel Martel poražen. V 9. století pak také Frankové porazili sousední Sasy. V čele této obrovské říše stál Karel Veliký.
Frísko bylo po celou dobu vystaveno křesťanským misiím ze strany sousedních křesťanských zemí včetně iroskotských misií z Anglie. Snahy misionářů o pokřesťanštění Frísů zhatil král Radbod (vládl 680–719), když se sám obrátil proti křesťanské víře a křesťanské svatostánky v království nechal násilně srovnat se zemí a kněze vyhnat.
Po anexi Franky již nic nebránilo misionářům k šíření křesťanství, nad územím Fríska byl ustanoven správce (grewan), ale na rozdíl od jiných franských držav nebyly zavedeny feudální systém ani nevolnictví, na rozdíl od většiny západní Evropy vládli Frísům příslušníci drobné místní šlechty. Do roku 1101 hovoří dobové prameny o fríských hrabatech, avšak toho času vládnoucí Floris II. již byl titulován jako hrabě holandský (od slova holt lant ze staré nizozemštiny znamenající zhruba „lesnatá země“), tak vzniklo Holandské hrabství. Severovýchod fríské země zůstal pod vládou místní šlechty, později roku 1464 zde vzniklo Východofríské hrabství a roku 1524 Fríské panství.

## Panovníci Fríska
- Audulf (král, přibližně 600)
- Aldegisel (král, přibližně 678)
- Radbod (král, přibližně 680–719)
- Poppo (vévoda, 719–734)